# 宇野薫 (セガ・インタラクティブ)
宇野 薫（うの かおる、1969年7月1日 - ）は日本のゲームプロモーター。身長は178cm、血液型はO型。妹は漫画家の宇野亜由美。

## 来歴
2014年1月17日にセガのアーケード筐体『APM（ALL.Net P-ras MULTI）』の宣伝担当としてニコニコ生放送公式番組電人☆ゲッチャ!に初出演。翌週よりゲッチャ内のコーナー「APMチャンネル」に7月31日まで毎週出演。
11月20日にゲッチャに再出演。12月25日放送回まで「超・APMチャンネル」で「超・宇野」として毎週出演。
2015年1月29日より「元祖・APMチャンネル」で「元祖・宇野」として4月23日放送回まで毎週出演。最終回には宇野が卒業生代表として答辞を読み上げた。
11月12日にゲッチャにゲスト出演し次週よりAPMチャンネルが復活することを告知した。その際に視聴者アンケートが行われ、9択の中から約半数の支持を受けコーナー名が「うのなま」と決定し以降「カリスマ・宇野」として毎週出演。2016年3月31日放送回をもって終了。
7月7日より「かえってきたうのなま」と題し、APM宣伝コーナーの復活と共にゲッチャに出演復帰。同コーナーにおいて、「うのバンド　さいたまスーパーアリーナへの道」と題しCDデビューを目標に東京アナウンス学院へ通いボイストレーニングを受けた。その際に指導を受けたヒルマ弘が作詞を、michitomo作曲で自身初のオリジナル曲「NOとは言えなくて　愛の戦士」を制作、12月22日放送のゲッチャにてPVと共に初披露。また、11月12日開催の東京アナウンス学院の芸能バラエティ科歌手コースのイベント「ねこぱんち」にも出演。
2017年4月13日より「すぃーとうのなま」（媒体によってはsweetうのなまとの表記もあり）のコーナー名にてゲッチャのAPM宣伝コーナーが復活。前シーズンで作った自身の曲をアニソンにするべく、自身が主演のアニメを東放学園映画専門学校の協力にて制作。自身の曲が主題歌の『まじかる☆KAORUN』、およびPVの『ありふれた群青』を制作するも、両編ともモブとして特別出演する程度に収まった。

## 人物
中学時代はバスケットボールのセンターを務めていた。
セガに入社後、数年目にぷよぷよ通のアーケード版を担当していた。
現在ではセガ・インタラクティブでALL.Net P-ras MULTIの宣伝を担当しており、ニコニコ生放送の番組「電人☆ゲッチャ!」に出演している。ちなみに、セガの社長とは同期である。
好きな食べ物はホルモン、好きな甘いものはミスタードーナツのオールドファッション、好きなお菓子はカール (スナック菓子)のうすあじ、好きな飲み物は日本酒。なかでも島根県の「李白 純米大吟醸」がお気に入り。
趣味はゲーム、漫画。
ユーザー投票により様々な賞を表彰する「ゲッチャアワード2014」では新人賞・大賞の二冠達成を果たしている。「ゲッチャアワード2015」ではベストプレイヤー賞・大賞の二冠達成を果たしている。「ゲッチャアワード2016」でも大賞を獲得し、前人未到の三連覇を成し遂げた。